# Aleppo Internationaal Stadion
Het Aleppo Internationaal Stadion (Arabisch: ملعب حلب الدولي) is een multifunctioneel stadion in Aleppo, een stad in Syrië. Het maakt deel uit van het Basil al-Assad Sportcomplex.
Vanaf eind jaren 70 werd gesproken over de bouw van een groot sportcomplex in Aleppo. De Poolse architect Stanisław Kuś ontwierp dit gebouw. Volgens de planning zou de bouw in 1987 moeten zijn voltooid, maar de werkzaamheden werden stopgezet omdat de regering het niet meer kon betalen. Pas in 2003 weer te worden opgepakt. Daarna zou de bouw nog vier jaar, dus tot 2007 duren. De opening vond plaats op 3 april 2007 met het record aantal toeschouwers van 75.000. De openingswedstrijd ging tussen Al-Ittihad en Fenerbahçe.
Tijdens de Syrische Burgeroorlog liep het stadion enkele malen schade op.